# Nati nel 1968/Novembre
| Questa pagina contiene informazioni ricavate automaticamente dalle voci biografiche con l'ausilio del template Bio e di un bot. L'aggiornamento è periodico e automatico e ricostruisce completamente la pagina. Se manca una persona in questa lista, sei pregato di non aggiungerla, ma accertati piuttosto che la sua voce biografica contenga il template Bio e che i dati anagrafici siano correttamente compilati. Se il template Bio manca, inseriscilo tu stesso o, in alternativa, metti l'avviso {{tmp\|Bio}} che ne segnala la mancanza. Se i dati riportati sono sbagliati, correggi direttamente la voce biografica; le modifiche saranno visibili in questa lista entro pochi giorni. Per chiarimenti vedi il progetto biografie. La lista contiene solo le 301 persone che sono citate nell'enciclopedia e per le quali è stato implementato correttamente il template Bio. Pagina aggiornata al 18 mag 2025. |

- 1º novembre - Nicanor Austriaco, biologo filippino
- 1º novembre - Enrique Balbontin, comico, cabarettista e conduttore televisivo italiano
- 1º novembre - Jan Boersma, ex velista olandese
- 1º novembre - Chen Chao-jung, attore taiwanese
- 1º novembre - Ivan Crico, pittore e poeta italiano
- 1º novembre - Matt Elliott, allenatore di calcio e ex calciatore scozzese
- 1º novembre - Silvio Fauner, ex fondista italiano
- 1º novembre - Barbara Fiorio, scrittrice italiana
- 1º novembre - Gisele Miró, ex tennista brasiliana
- 1º novembre - Andrea Nugent, ex nuotatrice canadese
- 1º novembre - Lina Čerjazova, sciatrice freestyle uzbeka († 2019)
- 2 novembre - Petar Aleksić, ex cestista e allenatore di pallacanestro bosniaco
- 2 novembre - Jaume Balagueró, regista spagnolo
- 2 novembre - Antonio Buonfiglio, politico italiano
- 2 novembre - Neal Casal, cantautore e chitarrista statunitense († 2019)
- 2 novembre - Samantha Ferris, attrice canadese
- 2 novembre - Keith Jennings, ex cestista e allenatore di pallacanestro statunitense
- 2 novembre - Juan Ramón López Muñiz, allenatore di calcio e ex calciatore spagnolo
- 3 novembre - Jovica Arsić, allenatore di pallacanestro serbo
- 3 novembre - Alex Chandon, regista e sceneggiatore britannico
- 3 novembre - Alberto Iñurrategi, alpinista spagnolo
- 3 novembre - Deborah Liotti, ex cestista italiana
- 3 novembre - Aca Lukas, cantante serbo
- 3 novembre - Kleber Mendonça Filho, regista, sceneggiatore e produttore cinematografico brasiliano
- 3 novembre - Debbie Rochon, attrice, sceneggiatrice e produttrice cinematografica canadese
- 3 novembre - James Werner Zawinski, informatico statunitense
- 4 novembre - M.T. Anderson, scrittore statunitense
- 4 novembre - Alessia Anfuso, scenografa italiana
- 4 novembre - Andrea Bartolini, ex pilota motociclistico italiano
- 4 novembre - Krista Bridges, attrice canadese
- 4 novembre - Gabriela Cabezón Cámara, scrittrice e giornalista argentina
- 4 novembre - Raúl Cruselles, ex calciatore spagnolo
- 4 novembre - Luigi Dallai, politico italiano
- 4 novembre - Osvaldo Fernández, giocatore di baseball cubano
- 4 novembre - Keiji Gotō, regista e fumettista giapponese
- 4 novembre - Marco Marra, autore televisivo, conduttore televisivo e regista italiano
- 4 novembre - Troy McLawhorn, chitarrista statunitense
- 4 novembre - Carlos Morales Santos, ex calciatore paraguaiano
- 4 novembre - Almudena Muñoz, ex judoka spagnola
- 4 novembre - Uwe Peschel, dirigente sportivo e ex ciclista su strada tedesco
- 4 novembre - Gary Stretch, pugile e attore britannico
- 5 novembre - Nicoleta Alexandru, cantante rumena
- 5 novembre - J.D. Evermore, attore statunitense
- 5 novembre - Seth Gilliam, attore statunitense
- 5 novembre - René Lavan, attore cubano
- 5 novembre - Alessandro Morello, allenatore di calcio e ex calciatore italiano
- 5 novembre - Alberto Ramírez Dioses, ex calciatore peruviano
- 5 novembre - Sam Rockwell, attore statunitense
- 5 novembre - Juan Rosa, ex cestista spagnolo
- 5 novembre - Aitana Sánchez-Gijón, attrice spagnola
- 5 novembre - Ion Vlădoiu, ex calciatore rumeno
- 5 novembre - Penny Wong, politica australiana
- 6 novembre - Luca Bramati, ex ciclocrossista e mountain biker italiano
- 6 novembre - Stéphane Casalta, cantante e chitarrista francese
- 6 novembre - Aleksandr Čigir', ex pallanuotista russo
- 6 novembre - Elena Grišina, ex schermitrice russa
- 6 novembre - Edward Linskens, ex calciatore olandese
- 6 novembre - Kjetil Rekdal, allenatore di calcio e ex calciatore norvegese
- 6 novembre - Sandie Richards, ex velocista giamaicana
- 6 novembre - Kelly Rutherford, attrice statunitense
- 6 novembre - Alfred Williams, ex giocatore di football americano statunitense
- 6 novembre - Jerry Yang, imprenditore e informatico taiwanese
- 6 novembre - Víctor del Árbol, scrittore spagnolo
- 7 novembre - Antonella Bellutti, ex pistard, ciclista su strada e bobbista italiana
- 7 novembre - Mark Carter, ex rugbista a 13 e ex rugbista a 15 neozelandese
- 7 novembre - Alessandro Cesaretti, ex calciatore italiano
- 7 novembre - Donatella Dal Bianco, ex velocista italiana
- 7 novembre - Sabrina Gandolfi, conduttrice televisiva e giornalista italiana
- 7 novembre - Thorsten Legat, allenatore di calcio e ex calciatore tedesco
- 7 novembre - Carlos Conceição Lopes, ex atleta paralimpico portoghese
- 7 novembre - Mohammed Abdel Moteleb, ex cestista egiziano
- 7 novembre - Ignacio Padilla, scrittore, saggista e diplomatico messicano († 2016)
- 7 novembre - Michel Pavon, allenatore di calcio e ex calciatore francese
- 7 novembre - Mohamed el-Shakeri, ex cestista egiziano
- 7 novembre - Greg Tribbett, chitarrista statunitense
- 7 novembre - Oleh Tjahnybok, politico ucraino
- 8 novembre - Dean Holdsworth, allenatore di calcio e ex calciatore britannico
- 8 novembre - Olof van der Meulen, ex pallavolista olandese
- 8 novembre - Sergio Porrini, allenatore di calcio e ex calciatore italiano
- 8 novembre - Parker Posey, attrice statunitense
- 8 novembre - Anders Rasmussen, pilota motociclistico danese
- 8 novembre - Cecilia Salvioli, ex schermitrice italiana
- 8 novembre - Zara Whites, ex attrice pornografica, blogger e attivista olandese
- 9 novembre - Raffaele Buranelli, attore italiano
- 9 novembre - Nazzareno Carusi, pianista italiano
- 9 novembre - Georg Comploi, ex hockeista su ghiaccio italiano
- 9 novembre - Colin Hay, politologo britannico
- 9 novembre - Clint Marcelle, allenatore di calcio e ex calciatore trinidadiano
- 9 novembre - Andrea Niccolai, allenatore di pallacanestro, ex cestista e dirigente sportivo italiano
- 9 novembre - Josef Polig, ex sciatore alpino italiano
- 9 novembre - Erol Sander, attore e modello turco
- 9 novembre - Tu Shengqiao, ex calciatore cinese
- 10 novembre - Steve Anthrobus, allenatore di calcio e ex calciatore inglese
- 10 novembre - Ishtar, cantante israeliana
- 10 novembre - Steve Brookstein, cantante britannico
- 10 novembre - Chris Cagle, cantautore statunitense
- 10 novembre - Daphne Deckers, modella, scrittrice e conduttrice televisiva olandese
- 10 novembre - Ku Kuo-Chian, ex giocatore di baseball taiwanese
- 10 novembre - Tracy Morgan, attore e comico statunitense
- 10 novembre - Tom Papa, attore, comico e doppiatore statunitense
- 10 novembre - Florin Tene, ex calciatore rumeno
- 11 novembre - Lavell Crawford, comico e attore statunitense
- 11 novembre - Dag Øistein Endsjø, storico delle religioni norvegese
- 11 novembre - Diego Fuser, ex calciatore italiano
- 11 novembre - Raymond Hecht, ex giavellottista tedesco
- 11 novembre - Norm Hewitt, rugbista a 15 neozelandese († 2024)
- 11 novembre - Tim Huelskamp, politico statunitense
- 11 novembre - Jennifer Jostyn, attrice statunitense
- 11 novembre - Kim Young-ha, scrittore sudcoreano
- 11 novembre - Muangchai Kittikasem, ex pugile thailandese
- 11 novembre - Min Jin Lee, scrittrice statunitense
- 11 novembre - Frederic Massara, dirigente sportivo, allenatore di calcio e ex calciatore italiano
- 11 novembre - Roberto Murgita, allenatore di calcio e ex calciatore italiano
- 11 novembre - Nikolaj Pisarev, allenatore di calcio e ex calciatore russo
- 11 novembre - George Desmond Tambala, arcivescovo cattolico malawiano
- 12 novembre - Lorenzo Acquaviva, attore e produttore teatrale italiano
- 12 novembre - Jim Buccheri, ex giocatore di baseball statunitense
- 12 novembre - Riccardo Cangini, imprenditore e autore di videogiochi italiano
- 12 novembre - Nick D'Virgilio, polistrumentista statunitense
- 12 novembre - Graziano Facchini, cantante e compositore italiano
- 12 novembre - Kathleen Hanna, cantante e attivista statunitense
- 12 novembre - Aya Hisakawa, doppiatrice e cantante giapponese
- 12 novembre - Joe Levins, ex sciatore alpino statunitense
- 12 novembre - Max Mazzotta, attore e regista italiano
- 12 novembre - Antonio Ottaiano, cantautore e attore teatrale italiano
- 12 novembre - Jan Ove Pedersen, allenatore di calcio e ex calciatore norvegese
- 12 novembre - Stefano Ricci, musicista italiano
- 12 novembre - Sharon Shannon, musicista irlandese
- 12 novembre - Ricky Sinz, ex attore pornografico, disc jockey e produttore discografico statunitense
- 12 novembre - Sammy Sosa, ex giocatore di baseball dominicano
- 12 novembre - Aaron Stainthorpe, cantante inglese
- 13 novembre - Andrew Alleyne, ex cestista barbadiano
- 13 novembre - Nicholas Bond-Owen, attore britannico
- 13 novembre - J.J. Eubanks, ex cestista statunitense
- 13 novembre - Orazio Fagone, ex hockeista su slittino e pattinatore di short track italiano
- 13 novembre - María Elena Giusti, nuotatrice artistica venezuelana
- 13 novembre - Juan Carlos González, ex calciatore cileno
- 13 novembre - Mokaleba Manteka, ex cestista della Repubblica Democratica del Congo
- 13 novembre - Ryōsuke Okuno, allenatore di calcio e ex calciatore giapponese
- 13 novembre - María de Lourdes Santiago, politica portoricana
- 13 novembre - Giampaolo Saurini, allenatore di calcio e ex calciatore italiano
- 13 novembre - Shin'ichirō Tani, ex calciatore giapponese
- 13 novembre - Antonia Urrejola, avvocata e politica cilena
- 13 novembre - Tami Whitlinger, ex tennista statunitense
- 13 novembre - Achim von Borries, regista e sceneggiatore tedesco
- 14 novembre - Isabelle Broué, regista e sceneggiatrice francese
- 14 novembre - José Carlos de Almeida, calciatore brasiliano († 2024)
- 14 novembre - Janine Lindemulder, ex attrice pornografica e modella statunitense
- 14 novembre - Lucia Medzihradská, ex sciatrice alpina slovacca
- 14 novembre - Svetlana Pečërskaja, ex biatleta russa
- 14 novembre - Claudia Porwik, ex tennista tedesca
- 14 novembre - Lionel Simmons, ex cestista statunitense
- 15 novembre - Fausto Brizzi, regista, sceneggiatore e produttore cinematografico italiano
- 15 novembre - Brad Brownell, allenatore di pallacanestro statunitense
- 15 novembre - Ol' Dirty Bastard, rapper statunitense († 2004)
- 15 novembre - Uwe Rösler, allenatore di calcio e ex calciatore tedesco
- 15 novembre - Deborah S. Jin, fisica statunitense († 2016)
- 16 novembre - Riccardo Brigliadori, aviatore italiano
- 16 novembre - Juan Carreño López, ex calciatore cileno
- 16 novembre - David Casa, politico maltese
- 16 novembre - Magni Jarnskor, ex calciatore faroese
- 16 novembre - James Parks, attore statunitense
- 16 novembre - Marco Pezzaiuoli, dirigente sportivo e allenatore di calcio tedesco
- 16 novembre - Melvin Stewart, ex nuotatore statunitense
- 16 novembre - Janusz Szrom, cantante polacco
- 16 novembre - Tammy Lauren, attrice statunitense
- 17 novembre - Tom Kipp, pilota motociclistico statunitense
- 17 novembre - Ol'ga Kuznecova, ex tiratrice a segno russa
- 17 novembre - Robin Li, imprenditore cinese
- 17 novembre - Amber Michaels, attrice pornografica statunitense
- 17 novembre - Sean Miller, ex cestista e allenatore di pallacanestro statunitense
- 17 novembre - Ivica Tončev, politico serbo
- 17 novembre - Alberto Urdiales, allenatore di pallamano e ex pallamanista spagnolo
- 18 novembre - Anders Andersson, allenatore di sci alpino e ex sciatore alpino svedese
- 18 novembre - Paolo Carasso, allenatore di pallacanestro e dirigente sportivo italiano
- 18 novembre - Vangjel Dule, politico albanese
- 18 novembre - Barry Hunter, allenatore di calcio e ex calciatore nordirlandese
- 18 novembre - Kaido Kaaberma, ex schermidore estone
- 18 novembre - Fabrizio Lori, imprenditore e dirigente sportivo italiano
- 18 novembre - Romany Malco, attore e produttore discografico statunitense
- 18 novembre - Jhons Saucedo, ex giocatore di calcio a 5 paraguaiano
- 18 novembre - Ronald Singson, politico e imprenditore filippino
- 18 novembre - José Taira, ex calciatore portoghese
- 18 novembre - Owen Wilson, attore, sceneggiatore e cantante statunitense
- 18 novembre - Esteban de la Fuente, ex cestista argentino
- 19 novembre - Katarina Barley, politica e avvocato tedesca
- 19 novembre - Massimo Beghetto, allenatore di calcio e ex calciatore italiano
- 19 novembre - Mark Bonnar, attore scozzese
- 19 novembre - Derek Drymon, sceneggiatore, animatore e regista cinematografico statunitense
- 19 novembre - Gordon Fraser, dirigente sportivo e ex ciclista su strada canadese
- 19 novembre - Roar Johansen, dirigente sportivo e allenatore di calcio norvegese
- 19 novembre - Alessandro Puzar, pilota motociclistico italiano
- 20 novembre - Robin Canup, astrofisica statunitense
- 20 novembre - Rachel Ruto, first lady keniota
- 20 novembre - James Dutton, ex astronauta statunitense
- 20 novembre - Marco Menchini, velocista e ex bobbista italiano
- 20 novembre - Paul Scheuring, sceneggiatore, regista e produttore televisivo statunitense
- 20 novembre - Jeff Tarango, allenatore di tennis e ex tennista statunitense
- 20 novembre - Wang Xiaohong, ex nuotatrice cinese
- 21 novembre - Inka Bause, cantante e conduttrice televisiva tedesca
- 21 novembre - Tamás Bencze, ex cestista ungherese
- 21 novembre - Todd Farmer, attore e sceneggiatore statunitense
- 21 novembre - Per Morten Haugen, allenatore di calcio e ex calciatore norvegese
- 21 novembre - Alex James, bassista britannico
- 21 novembre - Jørgen Vig Knudstorp, dirigente d'azienda danese
- 21 novembre - Li Jae-son, ex sollevatore nordcoreano
- 21 novembre - Salvatore Licitra, tenore italiano († 2011)
- 21 novembre - Abednego Matilu, ex velocista keniota
- 21 novembre - Florian Meyer, ex arbitro di calcio tedesco
- 21 novembre - Luca Panciroli, fumettista italiano
- 21 novembre - Qiao Hong, tennistavolista cinese
- 21 novembre - Sabrina Ricciardi, politica italiana
- 21 novembre - Mark Robinson, ex calciatore inglese
- 21 novembre - Sean Schemmel, doppiatore, regista e sceneggiatore statunitense
- 21 novembre - Antonio Tarver, ex pugile statunitense
- 21 novembre - Ayu Utami, scrittrice e giornalista indonesiana
- 21 novembre - Francesco Vaccaro, artista italiano
- 21 novembre - Elkin Fernando Álvarez Botero, vescovo cattolico colombiano († 2023)
- 22 novembre - Tat'jana Čebykina, ex velocista russa
- 22 novembre - Daedra Charles, cestista e allenatrice di pallacanestro statunitense († 2018)
- 22 novembre - Big Syke, rapper statunitense († 2016)
- 22 novembre - Sólrun Løkke Rasmussen, insegnante e politica danese
- 22 novembre - Sidse Babett Knudsen, attrice danese
- 22 novembre - Rasmus Lerdorf, programmatore danese
- 22 novembre - Irina Privalova, ex velocista e ostacolista russa
- 22 novembre - Kristina Uzunova, ex cestista bulgara
- 22 novembre - Caroline Voaden, politica e giornalista britannica
- 22 novembre - Beat Walti, avvocato e politico svizzero
- 23 novembre - Miloš Babić, ex cestista jugoslavo
- 23 novembre - Florido Barale, ex ciclista su strada italiano
- 23 novembre - Brennan Brown, attore statunitense
- 23 novembre - François-Xavier Bustillo, cardinale, vescovo cattolico e francescano spagnolo
- 23 novembre - Gert Peter de Gunst, allenatore di calcio e ex calciatore olandese
- 23 novembre - Nicolas König, attore e doppiatore tedesco
- 24 novembre - Kevin Breznahan, attore statunitense
- 24 novembre - Hakan Demir, allenatore di pallacanestro turco
- 24 novembre - Anura Kumara Dissanayake, politico singalese
- 24 novembre - Bülent Korkmaz, allenatore di calcio e ex calciatore turco
- 24 novembre - Scott Krinsky, attore e comico statunitense
- 24 novembre - Gregory Pardlo, poeta e traduttore statunitense
- 24 novembre - Ernesto Maria Ponte, attore e comico italiano
- 24 novembre - Martin Schneider, ex calciatore tedesco
- 24 novembre - Nicolò Sciacca, allenatore di calcio e ex calciatore italiano
- 24 novembre - Sacha Zala, storico svizzero
- 25 novembre - Dominique Avon, storico, scrittore e giornalista francese
- 25 novembre - Tunde Baiyewu, cantante britannico
- 25 novembre - Tyler Brûlé, giornalista e editore canadese
- 25 novembre - Jairo Guedz, chitarrista brasiliano
- 25 novembre - Jill Hennessy, attrice e cantante canadese
- 25 novembre - Sabrina Knaflitz, attrice italiana
- 25 novembre - Mikael Martinsson, ex saltatore con gli sci svedese
- 25 novembre - Erick Sermon, rapper e beatmaker statunitense
- 25 novembre - Waneta Storms, attrice canadese
- 25 novembre - Deborah Wells, ex attrice pornografica ungherese
- 26 novembre - Fabrizio Bocchino, politico e fisico italiano
- 26 novembre - Maurizio Braccagni, disc jockey e produttore discografico italiano
- 26 novembre - Edna Campbell, ex cestista statunitense
- 26 novembre - Pierre Lepori, scrittore, traduttore e regista teatrale svizzero
- 26 novembre - Claire Littley, cantante britannica
- 26 novembre - Birutė Šakickienė, ex canottiera lituana
- 27 novembre - Marco Bachi, bassista e contrabbassista italiano
- 27 novembre - Alejandro Chomski, regista e sceneggiatore argentino († 2022)
- 27 novembre - Mohsen Garosi, ex calciatore e ex giocatore di calcio a 5 iraniano
- 27 novembre - Giōrgos Karaivaz, giornalista greco († 2021)
- 27 novembre - Emmanuel Maboang, ex calciatore camerunese
- 27 novembre - Manheim, batterista norvegese
- 27 novembre - Veronika Neugebauer, doppiatrice, conduttrice radiofonica e attrice tedesca († 2009)
- 27 novembre - Pia-Maria Päiviö, ex cestista finlandese
- 27 novembre - Sara Ricci, attrice italiana
- 27 novembre - Michael Vartan, attore francese
- 28 novembre - Lufti Bin Swei Lagha, criminale tunisino
- 28 novembre - Clas Brede Bråthen, dirigente sportivo e ex saltatore con gli sci norvegese
- 28 novembre - Katarzyna Dulnik, ex cestista e allenatrice di pallacanestro polacca
- 28 novembre - Fabian Jeker, dirigente sportivo e ex ciclista su strada svizzero
- 28 novembre - King Britt, disc-jockey statunitense
- 28 novembre - Massimo Mallegni, politico italiano
- 28 novembre - Matteo Meschiari, saggista italiano
- 28 novembre - Brian Shorter, ex cestista statunitense
- 28 novembre - Stephanie Storp, ex pesista e discobola tedesca
- 28 novembre - Steven Waddington, attore britannico
- 28 novembre - Astrid Williamson, musicista, compositrice e cantautrice scozzese
- 29 novembre - Ramona Badescu, attrice, showgirl e cantante rumena
- 29 novembre - Dee Brown, ex cestista, allenatore di pallacanestro e dirigente sportivo statunitense
- 29 novembre - Mike DiMeo, cantante e tastierista statunitense
- 29 novembre - Eiji Ezaki, wrestler giapponese († 2016)
- 29 novembre - Peter Groß-Paaß, ex giocatore di football americano e allenatore di football americano tedesco
- 29 novembre - Andy Melville, ex calciatore gallese
- 29 novembre - Armando Merlitti, ex cestista italiano
- 29 novembre - Caroline Omamo, cestista keniota († 2015)
- 29 novembre - Roger Patterson, bassista statunitense († 1991)
- 29 novembre - Livio Romano, scrittore italiano
- 29 novembre - T.J. Rubley, ex giocatore di football americano statunitense
- 29 novembre - Charlotte Valandrey, attrice, cantante e scrittrice francese († 2022)
- 30 novembre - Anca Boagiu, politica rumena
- 30 novembre - Des'ree, cantante e compositrice britannica
- 30 novembre - Guðni Thorlacius Jóhannesson, storico e politico islandese
- 30 novembre - Laurent Jalabert, ex ciclista su strada e dirigente sportivo francese
- 30 novembre - Kim Jung-hyuk, ex calciatore sudcoreano
- 30 novembre - Carlos Latuff, disegnatore e vignettista brasiliano
- 30 novembre - Rica Matsumoto, doppiatrice e cantante giapponese
- 30 novembre - Francie Swift, attrice statunitense